# Біштіново
Бішті́ново (рос. Биштиново, башк. Биштин) — присілок у складі Благовіщенського району Башкортостану, Росія. Входить до складу Іліковської сільської ради.
Населення — 169 осіб (2010; 227 в 2002).
Національний склад:
- башкири — 99 %